# 마타 하리
마타 하리(Mata Hari, 1876년 8월 7일 ~ 1917년 10월 15일)는 제1차 세계 대전 중에 첩자 혐의로 처형된 네덜란드 출신의 무용가인 마르하레타 헤이르트라위다 젤러(네덜란드어: Margaretha Geertruida Zelle)의 가명이다.

## 어린 시절
마타 하리는 네덜란드의 레이우아르던(Leeuwarden)에서 한 사업가의 딸로 태어났다. 하지만 아버지의 사업 실패로 어린 시절 유복한 삶은 끝나게 된다. 당시 네덜란드의 식민지였던 인도네시아에서 복무한 네덜란드군 장교와 결혼했을 정도로 마타 하리의 가난한 삶이 시작되었다.
어머니가 자바계 혼혈로, 20세기가 시작될 무렵 교사로서의 취직과 결혼(네덜란드군 장교와 결혼)에 실패한 뒤 파리로 이사했다. 마타 하리는 자와섬에서 온 공주인 것처럼 사람들을 속이며 "동양식" 춤을 선보였으며, 이때 만든 "마타 하리"라는 이름은 말레이어와 인도네시아어로 '새벽의 눈'이라는 뜻이다. 그의 이러한 기만은 군인이었던 남편을 따라 자바에서 살았던 경력 덕분이었다.

## 코르티잔과 스파이 활동

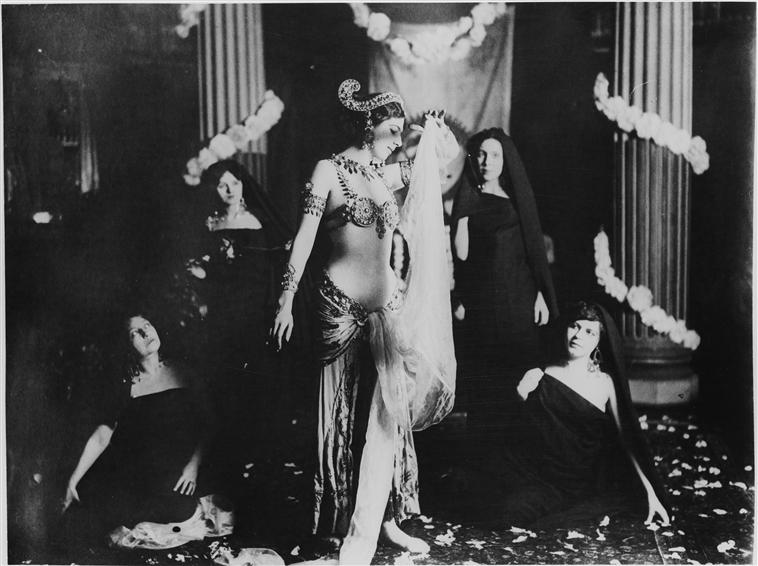
춤 추는 마타하리

마타 하리는 코르티잔으로도 일하며 많은 장교들, 정치인들과의 스캔들을 남겼다. 마타 하리는 자신의 "정체" 가 네덜란드의 시골 출신이라는 것이 드러나지 않도록 자신의 정체에 대해 수많은 헛소문을 뿌렸다. 인도 어느 지역의 사제라는 것부터 자바의 공주라는 것 등의 헛소문과 억측이 난무하는 중에 팬들의 열정은 더욱 깊어졌다.
제1차 세계대전이 발발한 1914년 베를린에 있던 마타 하리는 독일 정보기관에 2만마르크를 받는 조건으로 포섭돼 암호명 'H21호'로 연합군 고위장교들을 유혹, 군사기밀을 정탐해 독일군에 제공해 왔다. 당시 그가 수집한 정보는 연합군 5만 명의 목숨과 바꿀 수 있는 고급정보였던 것으로 알려져 있다. 결국 영국의 정보기관이 베를린-마드리드간의 외교통신을 해독, 그녀가 스파이임을 밝혀내 프랑스 정부가 파리에서 그녀를 체포했고, 총살형에 처해졌다.
그러나 마타 하리가 실제로 첩자였는지, 아니면 그것도 그녀가 뿌린 수많은 헛소문들 중 하나였는지는 영원히 밝혀지지 않았다. 이 논란이 가중된 것은 1999년 영국 정보부 MI5가 한 정보보고서를 공개하며 마타하리가 'H21호'이라는 암호명으로 독일군에 주요 군사정보를 빼돌렸다고 자백했다는 프랑스측 주장을 뒷받침할 만한 증거를 찾아내지 못했다고 밝혀 마타 하리 처형에 의문이 제기되었기 때문이다.

## 같이 보기
- 가와시마 요시코 (일명, 동양의 '마타 하리')